# Torrents-Time
Torrents-Time是一个浏览器插件，它允许网站具有与流行的Popcorn Time程序相同的功能，而无需客户端下载应用程序。  2016年2月2日发布， 海盗湾和现已关闭的KickassTorrents等网站在几天内支持该插件，允许在浏览器中播放流行视频。  仅仅两周后，它就遭到了反海盗组织的袭击，理由有很多。 该插件的安全性受到质疑，尤其是它对跨源资源共享的依赖及其部分 javascript 实现最终可能会危及目标计算机并窃取有关源的信息。  然而，Torrents-Time 团队声称这些担忧是夸张和基于“半真半假”。 